# Limacinoidea
La superfamilia Limacinoidea es un grupo taxonómico de pequeños caracoles de mar flotantes, pelágicos marinos, moluscos  gasterópodos opistobranquios.

## Familias
Estas familias anteriormente pertenecían a la superfamilia Cavolinioidea.
- Creseidae Rampal, 1973
- Limacinidae Rampal, 1973

Familias puestas en sinonimia
- Spiratellidae Dall, 1921: sinónimo de Limacinidae
- Spirialidae Chenu, 1859: sinónimo de Limacinidae